# Евфимия Вроцлавская
Евфимия Вроцлавская (пол. Eufemia wrocławska; 1312/1318 — после 1383) — княгиня Немодлинская, супруга князя Болеслава Немодлинского.

## Биография
Евфимия была второй дочерью князя Вроцлавского Генриха VI Доброго (1294—1335) и Анны Австрийской (1275—1327), дочери короля Германии Альбрехта I.
Так же, как брак ее старшей сестры Елизаветы с князем Конрадом I Олесницким, устроенный в 1322 году с целью примирения Генриха VI с Конрадом, брак Евфимии с князем Болеславом Немодлинским имел политический характер. Генрих VI Добрый конфликтовал со своим старшим братом Болеславом III Расточителем, и в отсутствие сыновей стремился любой ценой не допустить наследование Вроцлавского княжества Болеславом III или его сыновьями. Он пытался заручиться поддержкой польского короля Владислава Локетека, а после его отказа обратился за помощью к императору Священной Римской империи Людвигу IV Баварскому и объявил себя его вассалом. Взамен Генрих VI Добрый получил от императора право наследования его дочерьми Вроцлавского княжества. 
К 1325 году брак Елизаветы и Конрада I Олесницкого оставался бездетным, и для создания альтернативной линии наследования Генрих VI Добрый договорился о браке своей второй дочери Евфимии с князем Болеславом Немодлинским. Для заключения этого брака потребовалось согласие папы Иоанна XXII, так как Евфимия и Болеслав были дальними родственниками. Это согласие было получено 29 октября 1325 года, и через месяц после этого брак был заключен. Впрочем, все усилия Генриха VI по обеспечению наследования Вроцлавского княжества его дочерьми успехом не увенчались. В условиях непрерывной войны с  Болеславом III Расточителем под давлением богатых горожан Вроцлава Генрих VI Добрый был вынужден заключить союз с чешским королем Иоганном Люксембургским. Подписание договора состоялось во Вроцлаве 6 апреля 1327 года. В соответствии с условиями договора, Вроцлавское княжество после смерти Генриха должно было войти в состав Чешского королевства, что и произошло в 1335 году.
Евфимия значительно пережила мужа, умершего между 1362 и 1365 годами.
10 октября 1383 года князь Владислав Опольчик от имени своих племянников, унаследовавших Немодлинское княжество, оставил за вдовствующей княгиней право на пожизненное содержание. Она умерла, вероятно, вскоре после этого.

## Семья
В 1325 году Евфимия Вроцлавская вышла замуж за князя Болеслава Немодлинского (ок. 1293—1362/1365). Супруги имели в браке трех сыновей и пятерых дочерей:
- Болеслав II (1326/1335 — 1367/1368), князь Немодлинский (1362/1365 — 1367/1368)
- Вацлав (ок. 1345—1369), князь Немодлинский (1362/1365 — 1369)
- Генрих I (ок. 1345—1382), князь Немодлинский (1362/1365 — 1382)
- Маргарита (до 1340 — после 1399), муж — Ульрих II, ландграф Лейхтенбергский (ум. 1378)
- Ютта (1346—1378), муж — Микулаш II, князь Опавский (ок. 1288—1365)
- Анна (ум. 1365), монахиня во Вроцлаве
- Ядвига (ум. 1313), аббатиса во Вроцлаве
- Эльжбета (ум. после 1366), монахиня во Вроцлаве.